# أدوات حادة (مسلسل قصير)
أدوات حادة هو مسلسل إثارة نفسية أمريكي قصير مُقتبس من رواية بنفس الإسم للكاتبة جيليان فلين. عُرض لأول مرة بتاريخ 8 يوليو 2018 على إتش بي أو. المسلسل من تأليف مارتي نوكسون وإخراج جين-مارك فالي وبطولة إيمي آدمز في دور كاميل بريكر، مراسلة مضطربة عاطفياً تعود إلى مسقط رأسها لتغطية جرائم قتل فتاتين صغيرتين.

## القصة
كاميل بريكر، صحفية جرائم تعاني من إدمان الكحول والتي خرجت مؤخراً من مستشفى الأمراض النفسية بعد سنوات من أذية نفسها، تعود لمسقط رأسها ويندغاب، ميسوري لتغطي مقتل فتاتين صغيرتين. هذه المهمة تأخذها مجدداً لمنزل طفولتها تحت أين أمها أدورا، شخصية بارزة في ويندغاب، مما يدفع كميل لمواجة شياطينها.

## الممثلين والشخصيات

### أدوار رئيسية
- إيمي آدمز في دور كاميل بريكر، صحفية مدمة للكحول خرجت مؤخراً من مستشفى الأمراض النفسية.
- باتريسيا كلاركسون في دور أدورا كريلين، أم كميل المتغطرسة وشخصية بارزة في المجتمع.
- كريس ميسينا في دور المحقق ريتشارد ويليس، محقق من مدينة كانساس والذي يساعد في التجقيق في الجريمة.
- إليزا سكانلين في دور أما كريلين، أخت كاميل الغير شقيقة وابنة أدورا وآلان.
- مات كرافن في دور بيل فيكري، قائد شرطة ويندغاب.
- هنري تشيرني في دور آلان كريلين، والد أما وزوج أدورا.
- تايلور جون سميث في دور جون كين، أخ الضحية الثانية في ويندغاب، ناتالي كين.
- ماديسون دافنبورت في دور ميريديث ويلر، حبيبة جون كين.
- ميغيل ساندوفال في دور فرانك كاري، المحرر في الصحيفة التي تعمل فيها كميل.
- سوف تشيس في دور بوب ناش، والد الضحية الأولى في ويندغاب، ناتالي كين.
- جاكسون هورست في دور كيرك لاسي.
- صوفيا ليليس في دور كاميل بريكر الصغيرة.
- لولو ويلسون في دور ماريان كريلين، أخت كاميل الغير شقيقة التي ماتت أمامها في صغرهما، أول أولاد أدورا وآلان معاً، وأخت أما.
- إليزابيث بيركنز في دور جاكي أونيل، أحد معارف كميل في ويندغاب.

### أدوار ثانوية
- جينيفر اسبن في دور جيني كين، والدة جون وناتالي كين.
- ديفيد سوليفان في دور كريس، صاحب الحانة التي تذهب إليها كاميل بشكل متكرر في ويندغاب وصديق قديم لها.
- ريغان باسترناك في دور كاتي لاسي.
- سيدني سويني في دور أليس.
- هيلاري وارد في دور بيكاس.

### ضيوف
- بيث برودريك في دور آني ب.
- باربرا هاريس في دور إيلين.

## الحلقات
| الرقم | عنوان الحلقة "بالإنجليزية" | إخراج         | كتابة                      | تاريخ العرض   | عدد المشاهدين (بالمليون) |
| --- | -------------------------- | ------------- | -------------------------- | ------------- | ------------------------ |
| 1 | «Vanish»                   | جين-مارك فالي | مارتي نوكسون               | 8 يوليو 2018  | 1.54                     |
| كاميل بريكر، صحقية من ويندغاب، ميسوري، تعاني من إدمان الكحول وذكريات طفولتها المضطربة. يخبرها رئيسها في العمل، كوري، عن خبر إختفاء الفتاة نتالي كين ومقتل آن ناش في مسقط رأسها ويندغاب. كوري يأمرها بالعودة لمدينها لتغطية أحداث الواقعة. تزداد شدة ذكرياتها عند عودتها وبعد يومان تذهب لتسكن مع أمها أدورا، الشخصية البارزة في وبندغاب. تلتقي بالمحقق ريتشارد ويليس خلال تجمع بحث عن الفتاة المفقودة وتتحدث معه في حانة في تلك الليلة، قبل أن تتحد مع بوب ناش في اليوم التالي حول إختفاء إبنته. بعدها يتم العثور على جثة نتالي في زقاق، وعند عودتها للمنزل، كاميل تلاحظ أن إختها الغير شقيقة أما تتصرف بشكل مختلف تمام عن تصرفها عند ما قابلتها سابقاً خارج المنزل. الإختين تكلما حول ماريان التي توفيت عندما كانت كاميل صغيرة ولاحقاً إعترفت أما أنها لا تحب طريقة معاملة أمها لها وتتصرف كطفلة لتخفي جانبها المتمرد. أثناء الإستحمام، يتم الكشف أن كاميل لديا ندوب بكلمات على كامل جسمها عن طريق إيذاء النفس، ويظهر أنها كتبت كلمة "Vanish" على ذراعها. |                            |               |                            |               |                          |
| 2 | «Dirt»                     | جين-مارك فالي | جيليان فلين                | 15 يوليو 2018 | 1.10                     |
| المحقق ريتشارد ويليس يبدأ في التساؤل عن أسلوب القاتل، ولماذا عثر على آن ناش في الغابة في المكان الذي قُتلت فيه، بينما وعثر على جثة ناتالي كين مسنودة على حانب زقاق "في وضع دمية" في وسط المدينة. الطبيب الشرعي أن أسنان ناتالي قد قُلعت بواسطة كماشة. كاميل تصادف المحقق ويليس وهو يأخذ عينات تربة من إطارات سيارة بوب ناش. تواصل أدورا إنتقاد والتقليل من شأن كاميل وتتهما إحراج العائلة من خلال تحقيقها. كاميل تعتقد أن أخ ناتالي الأكبر، جون، لا يتأقلم مع الوضع في ويندغاب. ويخبرها أحد الفتية أنه رأى "إمرأة ذات رداء أبيض" تأخذ ناتالي. رئيس الشرطة بيل فيكري يقول أن الفتى الذي يقول أنه رأى ذالك لا يمكن الوثوق به. كاميل تقول إنهم إعتادوا في صغرهم أن يخيفوا بعضهم بقصص المرأة ذات رداء أبيض وهي تخطف الصغار، وهي حزء من فلكلور ويندغاب، لكن رئيس الشرطة والمحقق ويليس أصروا أن القاتل رجل. أدورا تتهم كاميل بأنها كانت ثملة خلال جنازة ناتالي، الأمر الذي نفته كاميل، وإنتقدت خطاب أن ناتالي. أدورا أيضاً قالت أن ناتالي كانت تذكرها بكاميل في صغرها -كونها فتاة غلامية دائماً ما كنت تلعب في الغابة- وإنها حاولت مساعدة ناتالي. |                            |               |                            |               |                          |
| 3 | «Fix»                      | جين-مارك فالي | أليكس ميتكالف              | 22 يوليو 2018 | 1.03                     |
| رئيس الشرطة فيكري يصادف أما وهي سكرانة خلال حلفة مع أصدقائها، إما تعود للمنزل لتصطدم بشجيرات الورد في حديقة والدتها وهي تقود سيارة غولف، مما دعى كاميل للخروج ومساعدتها. تعود كاميل بالذاكرة إلى مستشفى الأمراض النفسية الذي كانت فيه أين قابلت أليس التي شاركتها الغرفة هناك. كاميل وأليس أصبحتا صدقيقتين لكن سرعان ما إنتحرت آليس عن طريق شرب سائل التنضيف في غرفتهما الأمر الذي دفع كاميل للإنهيار والبدأ بجرح ذراعها. في الوقت الحاضر، كاميل تواصل تحقيقها حول مقتل الفتاتين. في آثناء مقابلة كاميل لبوب ناش، أمها تدخل وتوبخها وتعزي بوب. أخ ناتالي جون يتهم بوب بأن يكون له شأن في الأمر. بعد نقاش بين أدورا وفيكيري، ادورا تحذر أما من كاميل كونها خطرة. المحقق ريتشارد ويليس محبط بسبب قلة التعاون التعاون بين الشرطة والعامة في ويندغاب بينما يعترض فيكري على إعتقادة بأن القاتل شخص من ويندغاب ويعرف التاتين، وجعلة يشعر بأنه غريب. ريتشارد ويليس يخبر كاميل بأن تبقى بعيداً عنه. ويتبين أيضاً أن أدورا كانت تعرف آن فقد كانت مدرستها وأن آن كانت تحبها. |                            |               |                            |               |                          |
| 4 | «Ripe»                     | جين-مارك فالي | فينس كالاندرا              | 29 يوليو 2018 | 0.93                     |
| تحضر كاميل مأدبة غداء مع جاكي وأصدقائها، حيث تناقشوا حول بوب ناش وجون كين. بعدها أخذت كاميل المحقق المحقق ريتشارد في جولة لأماكن وقعت فيها جرائم سابقة في ويندغاب، قبل أن تأخذه إلى سقيفة صيد في الغابة حيث كان لاعبوا كرة القدم في المدرسة الثانوية يمارسون الجسن مع المشجعات. مشهد استرجاع يُظهر كاميل كمشجعة يلاحقها شبان قبل تعرضها للإغتصاب على ما يبدو. في الوقت الحاظر تطلب من ريتشارد أن يمتعها جنسياً وهذا ما فعله. يتم الكشف أن أما صنعت بوسترات سيئة عن جون كين الذي طُرد من عمله في حظيرة لأدورا بسبب سمعته السيئة. مع إقتراب عيد كالهون، أما تتدرب على المسرحية مع مدربها وتغازله سراً. آلان يفقد أعصابه مع أدورا التي تذهب للكلام مع كاميل لتخبرها عن خيبة أملها لأن كاميل عصت أمها في سن المراهقة قبل أن تخبرها بأن رائحتها "ناضجة/Ripe". في الليل وأثناء قيادتها للسيارة، تراود كاميل رؤى لأما ميتة في السقيفة. |                            |               |                            |               |                          |
| 5 | «Closer»                   | جين-مارك فالي | سكوت براون                 | 5 أغسطس 2018  | 1.17                     |
| بدأ العمال في ترتيب حديقة أدورا الخلفية إستعداداً للإحتفال بعيد كالهون بينما تكتشف أما مقال كاميل حول الجرائم. أما تسرق غاضبة ملابس كاميل في غرفة القياس عند ذهابهم لشراء ملابس لكاميل من أجل الإحتفال مما أجبر كاميل على إظهار ندوبها أمام أما وأمها. أما تشعر بالذنب وتقدم أحد الفساتين وتعتذر عن ما فعلته. خلال حفل عيد كالهون، ريتشارد يلاحظ أن بوب ناش يشرب بكثرة بينما آشلي تعاتب كاميل لعدم وضعها في المقالة. أدوا لاحظت أن كاميل تتكلم مع ريتشار فأخذته في جولة خاصة داخل منزلها أين أخبرته أن كاميل خطيرة. خلال العرض المسرحي، يبدأ عراك بين بوب وجون مما دفع أما للهروب خائفة. الضيوف بد}وا في البحث عن أما لكن كاميل وجدتها مصابة في السقيفة وتعود بها للمنزل، أدورا تهين إينتها ببرود. كاميل تخرج مضطربة وتذهب لموتيل ريتشارد وتمارس معه الجنس. تظهر كلمة "أقرب/Closer" على فخذ كاميل الأيسر. |                            |               |                            |               |                          |
| 6 | [ 11 ]                     | جين-مارك فالي | دون كاموش و أريئيلا بليجر  | 12 أغسطس 2018 | 1.13                     |
| يلوم آلان كاميل على مرض أمها ويوبخها لذكرها الفتيات الأموات ويهدد بطردها. في مشهد فلاش باك تظهر كاميل كمشجعة في الثانوية وخلال ذلك تتعرض لسخرية من صديقاتها بسب دورتها الشهرية. تساعدها بيكا الفتاة السمراء وتلاحظ كلمة "Cherry" منحوتة على فخذها. تنظم كاميل إلى صديقاتها القدامى في بيت إحداهن للفطور. وفي تلك الليلة أثناء شراء كاميل للكحول، تصادف أما وصديقاتها، ويدعونها لحفلة. هناك يصل جون وآشلي لكنهما يتعرضان لمضايقات فيرحلان. تقنع أما كاميل بتناول إكستاسي وأوكسيكودون ويتزلج الاثنين خلال ويندغاب. يعود الاثنين إلى البيت وتتوسل أما بكاميل كي تأخذها معها إلى سانت لويس. يغمى على الاثنين في غرفة كاميل بينما تراقبهما أدورا بحزن. |                            |               |                            |               |                          |
| 7 | «Falling»                  | جين-مارك فالي | جيليان فلين و سكوت براون   | 19 أغسطس 2018 | 1.25                     |
| تستيقظ كاميل في الفراش وتجد أدورا تعتني بها. يستمر ريتشارد في تحقيقاته عن ماريان بريكر ويكتشف أنها سممت من أدورا، التي في الغالب مصابة بمتلازمة مونخهاوزن بالوكالة. تدعي أدورا أنها تعطي كاميل دواء لدوار من اثر الخمرة، لكنها في الواقع تعطيها سم مشابه. بينما تبحث الشرطة عن جون كين، تعثر عليه كاميل في حانة ويتحدثان ثم يذهبان إلى نزل ويمارسان الجنس. بعد ذلك بقليل تصل الشرطة وتعتقل جون. يقطع ريتشارد علاقته بكاميل بعد رؤيته لها في الفراش مع جون. تعلم كاميل بحقيقة حالة أمها من جاكي، وأن جثة ماريان قد أحرقت لتجنب الشكوك. بعد المغادرة بسرعة، تتصل كاميل بفرانك كاري وتنهار بكاءً وترفض طلبه بالعودة لسانت لويس، ثم تذهب إلى المنزل لمواجه أمها. |                            |               |                            |               |                          |
| 8 | «Milk»                     | جين-مارك فالي | مارتي نوكسون و جيليان فلين | 26 أغسطس 2018 | 1.76                     |
| تعود كاميل إلى المنزل لتجد عائلتها جالسة على العشاء. تتظاهر بالمرض لأبعاد انتباه أدورا على أما. تسمم أدورا كاميل وتكاد ان تتسبب في موتها. يدق ريتشارد الباب ويسأل عن كاميل، فيظهر له آلان ويخبره بأن كاميل في منزل صديقتها. يعود ريتشارد لاحقاً مع كاري وقائد الشرطة بيل فيكري. تعتقل أدورا بتهمة تسميم بناتها. يعثر ريتشارد في البيت على كماشة مدماة تتطابق الجرائم الأولى ويكتشف الندب على جسم كاميل. أثناء تعافي كاميل في المستشفى، يخبرها ريتشارد أن أمها كانت تعطيها سم فئران وأن أما بنت مناعة ضده عبر السنين. تنتقل أما للعيش مع كاميل في سانت لويس وتصادق فتاة تدعى مي التي تختفي في أحد الأيام. تعثر كاميل على سن داخل منزل اللعبة الخاص بأما وتدرك طابق أحد غرفة المنزل مصنوع بالكامل من الأسنان (محاولة لتقليد أرضية العاج في منزل أدورا). ترى أما كاميل تحمل سن وتقول لها بمكر "لا تخبري ماما." في مشهد وسط الشارة، يكشف أن أما هي القاتلة حيث تظهر هي وأصدقائها تخنق آن في الغابة وناتلي في منزل عائلة ويلر المنتقل، لأنها كانت تغار من الاهتمام التي تبديه لهما أدورا. وأيضاً تظهر وهي تقتل مي، حيث سابقاً اتهمتها أما بمحاولة جذب أنتباه كاميل. في مشهد قصير ما بعد الشارة، تظهر إما بفستان أبيض عند حافة الغابة، مؤكد بذلك أنها كانت "المرأة في الأبيض" التي شاهدها جيمس، وليس أدورا. |                            |               |                            |               |                          |

## الإنتاج

### التطوير
في بداية عملية التطوير، جين-مارك فالي والمنتجين أرادوا يحولوا رواية جيليان فلين إلى فيلم، لكن مارتي نوكسون إستطاعت إقناعهم وإقناع HBO أن رؤيتها لسلسلة من 8 حلقات سيكون أفضل.
تم الإعلان في 8 يوليو 2014 أن Blumhouse Productions و Entertainment One سيطوروا وبنتجوا مسلسلاً درامياً مقتبساً من أولى روايات جيليان فلين. مارتي نوكسون ستكون المسؤولة وكاتبة ومنتجة تنفيذية، بينما جين-مارك فالي سيكون مخرج ومنتج تنفيذي.
في 1 أبريل 2016، تم الإعلان أن HBO أعطت طلباً لإنتاج مسلسل من 6 حلقات. في 15 مايو 2018، تم الإعلان عن عرض المسلسل سيبدأ في 8 يوليو 2018.

### إختيار الممثلين
في 8 يوليو 2014، أعلنت مجلة فارايتي أن إيمي آدمز إنضمت للعمل في دور البطولة. وفي مارس 2017، أُعلن أن باتريسيا كلاركسون، إليزا سكانلين، إليزابيث بيركنز، ماديسون دافنبورت، كريس ميسينا، مات كرافن وتايلور جون قد نم إختيارهم في أدوار رئيسية، وويل تشيس، جاكسون هورست وجينيفر اسبن في أدوار ثانوية.في 22 مايو 2017، أُعلن عن حصول كل من ديفيد سوليفان، ريغان باسترناك، سيدني سويني، هيلاري وارد، صوفيا ليليس على أدوار ثانوية.

### التصوير
بدأ تصوير المسلسل في 6 مارس 2017. مواقع التصوير شملت بارنسفيل، جورجيا ولوس أنجلوس، كاليفورنيا وريدوود فالي، كاليفورنيا وسانتا كلاريتا، كاليفورنيا ومندوكينو، كاليفورنيا.
بعض الأخبار أفادت بأن كان هناك بعض الخلافات في مواقع التصوير. القائمة على المسلسل مارتي نوكسون قالت أن الخلاف بينها هي وباقي المنتجين مع المخرج جين-مارك فالي كان بسبب رفضه الإلتزام نص المسلسل. مارتي نوكسون وصفت فالي بأنه «يهتم أكثر بالصور ورواية القصص عن طريق الصور، وهو عبقري في هذا...لكن أنا أحب اللغة...لقد درست المسرح في وسلن قبل أن أصبح كاتية، وجمال اللغة، خاصةً في التقاليد القوطية الجنوبية، مهم جداً بالنسبة لي.» نوكسون إضطرت مع كل من جيليان فلين وجيسيكا رودز وإيمي آدمز ومنتج آخر للضغط على المخرج فالي ليشمل حوار النص في المشاهد رغم إستيائه من هذا.

## الإصدار

### التسويق
في 22 أبريل، تم عرض أول إعلان تشويقي قصير للمسلسل. وفي 5 يونيو 2018، تم إصدار التلير الترويجي الرسمي.

### العرض الأول
في 7 يونيو 2018، عقد حفل إصدار المسلسل خلال أول ليلة من مهرجان ATX Television [الإنجليزية] في أوستن، تكساس. بعد العرض الأول عقدت مناقشة سؤال وجواب جماعية شارك فيها كل من إيمي آدمز ومارتي نوكسون وجيليان فلين وجين-مارك فالي وجايسون بلوم.

## الاستقبال الجماهيري

### استقبال النُقّاد
لقد قوبل العرض الأول للمسلسل برد فعل إيجابي من النقاد. في موقع روتن توميتوز، المسلسل حصل على تقييم 96% بمتوسط تقييم 8.11 من 10 من 85 مراجعة. حيث إجماع نقاد الموقع ينص «إحتراق بطيء لا يمكن إحتمالة، أدوات حادة يحكم قبضته بأجواء قاتمة بشكل لا يتزعزع ومجموعة رائعة من الممثلين بقيادة إيمي آدمز.» موقع ميتاكريتيك، والذي يستخدم المتوسط الوزني، أعطى المسلسل علامة 77 من 100 بناءً على آراء 38 ناقد، مما يشير إلى «مراجعات إيجابية عموماً».

### التقييمات
| رقم الحلقة | العنوان | تاريخ البث    | نسبة أعمار 18-48 (%) | نسبة أعمار 18-48 (%) | نسبة أعمار 18-48 (%) | المشاهدين (بالمليون) | المشاهدين (بالمليون) | المشاهدين (بالمليون) |
| رقم الحلقة | العنوان | تاريخ البث    | TV                   | DVR                  | المجموع              | TV                   | DVR                  | المجموع              |
| ---------- | ------- | ------------- | -------------------- | -------------------- | -------------------- | -------------------- | -------------------- | -------------------- |
| 1          | Vanish  | 8 يوليو 2018  | 0.5                  | 0.1                  | 0.6                  | 1.54                 | 0.59                 | 2.13 ·               |
| 2          | Dirt    | 16 يوليو 2018 | 0.3                  | 0.1                  | 0.4                  | 1.10                 | 0.50                 | 1.60                 |
| 3          | Fix     | 22 يوليو 2018 | 0.3                  | 0.2                  | 0.5                  | 1.03                 | 0.58                 | 1.61                 |
| 4          | Ripe    | 29 يوليو 2018 | 0.2                  | 0.3                  | 0.5                  | 0.93                 | —                    | —                    |
| 5          | Closer  | 5 أغسطس 2018  | 0.4                  | —                    | —                    | 1.17                 | —                    | —                    |
| 6          | Cherry  | 12 أغسطس 2018 | 0.3                  | —                    | —                    | 1,13                 | —                    | —                    |
| 7          | Falling | 19 أغسطس 2018 | 0.4                  | —                    | —                    | 1.25                 | —                    | —                    |

## وصلات خارجية
- الموقع الرسمي
- أدوات حادة على موقع IMDb (الإنجليزية)
- أدوات حادة على موقع ميتاكريتيك (الإنجليزية)
- أدوات حادة على موقع روتن توميتوز (الإنجليزية)
- أدوات حادة على موقع أول موفي (الإنجليزية)
- أدوات حادة على موقع فيلمافينيتي (الإسبانية)
- أدوات حادة على موقع ليتربوكسد (الإنجليزية)
- أدوات حادة على موقع كينوبويسك (الروسية)
- أدوات حادة على موقع ألو سيني (الفرنسية)
- أدوات حادة على موقع قاعدة بيانات الفيلم (الإنجليزية)